# Силва, Эдинанси
Эдинанси Фернандес да Силва (порт.-браз. Edinanci Fernandes da Silva; род. 23 августа 1976, Соза, Параиба) — бразильская дзюдоистка полутяжёлой весовой категории, выступала за сборную Бразилии в середине 1990-х — конце 2000-х годов. Участница четырёх летних Олимпийских игр, обладательница двух бронзовых медалей чемпионатов мира, двукратная чемпионка Панамериканских игр, чемпионка панамериканских чемпионатов по дзюдо, победительница многих турниров национального и международного значения.

## Биография
Эдинанси Силва родилась 23 августа 1976 года в городе Соза штата Параиба. Активно заниматься дзюдо начала с раннего детства, проходила подготовку в спортивном клубе AD São Caetano. От рождения имела одновременно мужские и женские половые органы, но в середине 1990-х годов сделала операцию, чтобы жить и выступать как женщина.
Благодаря череде удачных выступлений удостоилась права защищать честь страны на летних Олимпийских играх 1996 года в Атланте и впоследствии заняла здесь седьмое место в тяжёлой весовой категории.
Первого серьёзного успеха на взрослом международном уровне добилась в 1997 году, когда попала в основной состав бразильской национальной сборной и побывала на чемпионате мира в Париже, откуда привезла награду бронзового достоинства, выигранную в зачёте полутяжёлого веса. Два года спустя выступила на Панамериканских играх в Виннипеге, где тоже стала бронзовой призёркой.
Будучи в числе лидеров дзюдоистской команды Бразилии, благополучно прошла квалификацию на Олимпийские игры 2000 года в Сиднее. На этой Олимпиаде разразился скандал, связанный с её гендерной принадлежностью. Местная австралийская дзюдоистка Натали Дженкинсон после поражения от Силвы поставила под сомнение её женственность и на пресс-конференции говорила о ней в мужском роде, отметив, что ни разу в жизни не боролась с кем-то похожим. Тем не менее, Силва сдала мазок изо рта, и официальная комиссия всё же признала её женщиной. В итоге на турнире она вновь заняла седьмое место, проиграв китаянке Тан Линь и итальянке Эмануэле Пьерантоцци.
В 2003 году Силва одержала победу на Панамериканских играх в Санто-Доминго и добавила в послужной список бронзовую награду, полученную на мировом первенстве в Осаке. Позже отправилась представлять страну на Олимпийских играх 2004 года в Афинах — на сей раз в четвертьфинале проиграла француженке Селин Лебрен, а в утешительных встречах за третье место была побеждена итальянкой Лючией Морико.
На домашних Панамериканских играх 2007 года в Рио-де-Жанейро одолела всех соперниц в полутяжёлом весе и завоевала тем самым золото. Прошла отбор на Олимпийские игры 2008 года в Пекине, где заняла пятое место, проиграв таким дзюдоисткам как Эстер Сан Мигель и Чон Гён Ми.
После пекинской Олимпиады Эдинанси Силва ещё в течение некоторого времени оставалась в основном составе бразильской национальной сборной и продолжала принимать участие в крупнейших международных турнирах. Так, в 2009 и 2010 годах она неизменно выигрывала первенства Бразилии в полутяжёлой весовой категории. Вскоре по окончании этих соревнований приняла решение завершить карьеру профессиональной спортсменки, уступив место в сборной молодым бразильским дзюдоисткам.